# Jim Carrey
James Eugene Carrey (* 17. ledna 1962 Newmarket, Ontario, Kanada), známější jako Jim Carrey, je kanadský herec a komik známý svými groteskními hereckými výstupy v komediích jako Ace Ventura, Blbý a blbější, Maska, Lhář, lhář či Božský Bruce. Dokázal si získat i respekt kritiky za své dramatické role ve filmech jako Truman Show, Majestic, Muž na Měsíci či Věčný svit neposkvrněné mysli. V Hollywoodu patří k nejlépe placeným hercům a je považován za jednoho z největších komiků a herců všech dob. Do češtiny jej nejčastěji dabuje Bohdan Tůma.

## Kariéra

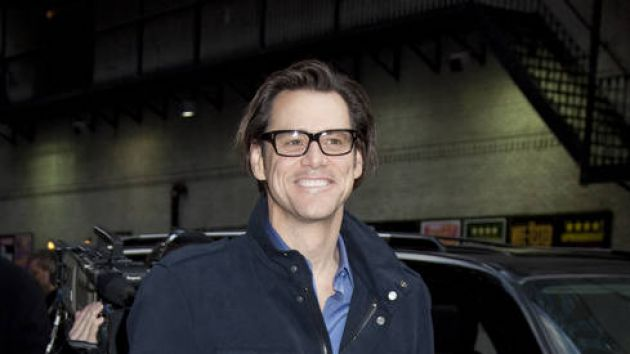
Jim Carrey v roce 2010.

Když se Carrey snažil získat práci a nastartovat kariéru, jeho otec se s ním pokusil sestavit vystoupení a dovezl ho do Toronta, aby mohl vystoupit v komediálním klubu Yuk Yuk. Carreyho představení bylo propadák a on začal pochybovat o svých schopnostech profesionálního baviče. Vzhledem k finančním problémům jeho rodiny pro ni nebylo snadné podporovat Carreyho ambice.
Nakonec se finanční problémy rodiny vyřešily a rodina se přestěhovala do nového domova. S větší domácí stabilitou se Carrey vrátil na scénu s vylepšeným aktem. Za krátkou dobu přešel z noci s otevřeným mikrofonem na pravidelné placené přehlídky a v tomto procesu si vybudoval svou pověst. Recenzent v Toronto star si uvědomil, že Carrey je „skutečnou hvězdou, která přichází k životu“. Carreyho brzy zaznamenal komik Rodney Dangerfield, který navedl mladého komika, aby začal své turné. Dangerfield nakonec přivedl Carreyho do Las Vegas. Nicméně, Carrey se brzy rozhodl přestěhovat se do Hollywoodu, kde začal hrát v The Comedy Store a, v roce 1982 se objevil na televizní stand-up přehlídce An Evening u Improv. Následující rok se ukázal ve svém aktu na The Tonight Show.
Navzdory rostoucí popularitě jakožto komik Carrey obrátil svou pozornost na filmový a televizní průmyslový sektor a pokusil se být členem obsazení pro sezónu 1980-81 v sobotní noci Live NBC. Carrey nebyl vybrán na pozici, ačkoli se později objevil jako host show v květnu 1996, lednu 2011 a říjnu 2014. V roce 1984, Carrey zahrál v krátkometrážním sitcomu The Duck Factory.
Od roku 1990 do roku 1994 byl Carrey pravidelným členem komediálního televizního seriálu In Living Color.

## Herecká filmografie
- 1983 Introducing... Janet
- 1983 Copper Mountain
- 1983 All In Good Taste
- 1984 The Duck Factory
- 1984 Co jsem našel, to je moje
- 1985 Pro jedno kousnutí
- 1986 Peggy Sue se vdává
- 1988 Sázka na smrt
- 1988 Pozemšťanky jsou lehce k mání
- 1989 Mike Hammer: Murder Takes All (TV film)
- 1989 Růžový cadillac
- 1990 In Living Color (seriál)
- 1991 High Strung
- 1992 The Itsy Bitsy Spider
- 1992 Kruté neřesti
- 1994 Space Ghost Coast to Coast
- 1994 Maska
- 1994 Blbý a blbější
- 1994 Ace Ventura: Zvířecí detektiv
- 1995 Batman navždy
- 1995 Jim Carrey Spotlight
- 1995 Ace Ventura 2: Volání divočiny
- 1996 Cable Guy
- 1997 Lhář, lhář
- 1998 Truman Show
- 1998 Simon Birch
- 1999 Muž na Měsíci
- 1999 Andy Kaufmann´s Really Big Show (TV film)
- 2000 Já, mé druhé já a Irena
- 2000 Grinch
- 2001 Majestic
- 2003 Božský Bruce
- 2003 Pecan Pie
- 2003 Sláva jen pro mrtvé
- 2004 Věčný svit neposkvrněné mysli
- 2004 Řada nešťastných příhod (Lemony Snicket's A Series of Unfortunate Events)
- 2005 Kancl (seriál)
- 2005 Finty Dicka a Jane
- 2006 Studio 30 Rock (seriál)
- 2007 Číslo 23
- 2007 5 Second movies (seriál)
- 2007 Opravdový Jonathan
- 2007 Drunk History (seriál)
- 2008 Horton
- 2008 Yes Man
- 2009 Vánoční koleda
- 2009 I Love You Phillip Morris
- 2011 Ožralý Štědrý večer
- 2011 Pan Popper a jeho tučňáci
- 2013 Zprávař 2 – Legenda pokračuje
- 2013 Kouzelníci
- 2013 Kick-Ass 2
- 2014 Návrat blbýho a blbějšího
- 2016 The Bad Batch
- 2016 Dark Crimes
- 2020 Ježek Sonic
- 2021 Ricky Stanicky
- 2022 Ježek Sonic 2